# Екатерина I
Екатери́на I (Ма́рта Самуи́ловна Скавро́нская, в браке Крузе; после принятия православия Екатери́на Алексе́евна Миха́йлова; 5 [15] апреля 1684 — 6 [17] мая 1727, Санкт-Петербург) — супруга императора Петра I, коронованная императрица Всероссийская с 1724 года (как императрица-супруга), с 1725 как самодержавная императрица. Первая женщина на российском троне.
В её честь Петром I учреждён орден Святой Екатерины (1713) и назван город Екатеринбург на Урале (1723). Имя Екатерины I носит также Екатерининский дворец в Царском Селе (построенный при её дочери Елизавете Петровне).

## Ранние годы
До сих пор точно не определены её место рождения, подробности её ранней жизни. Чаще всего утверждается, что будущая императрица родилась в Дерпте (ныне Тарту, Эстония) в семье литовского «обывателя» или крестьянина Самуила Скавронского. По другой версии, родилась она на территории современной Латвии — то ли в шведской Ливонии, то ли в герцогстве Курляндском, а именно в Якобштадте. Фамилия Skowrońska обычно встречалась в Речи Посполитой, что позволяет желающим искать корни семейства Скавронских в белорусских владениях магнатского рода Сапег.
По версии, изложенной в словаре Брокгауза и Ефрона, мать Марты, овдовев, отдала дочь в услужение в семью пастора Глюка, где её будто бы учили грамоте и рукоделиям. По другой версии, до 12 лет девочка жила у своей тётки Анны-Марии Веселовской, прежде чем оказаться в семье Глюка. В возрасте 17 лет Марту выдали замуж за шведского драгуна по имени Иоганн Крузе (Johan Cruse) как раз накануне русского наступления на Мариенбург. Через день или два после свадьбы трубач Иоганн со своим полком отбыл на войну и, по распространённой версии, пропал без вести.

### Вопрос о происхождении
Поиски корней Екатерины в Прибалтике, проведённые после смерти Петра I, показали, что у императрицы были две сестры — Анна и Христина, и два брата — Карл и Фридрих. Их семьи Екатерина в 1726 году перевезла в Петербург (Карл Скавронский переехал ещё раньше, см. Скавронские) c помощью Яна Казимира Сапеги, который получил высшую государственную награду за личные заслуги перед императрицей. Считается, что он перевёз её семью из своих владений в Минском воеводстве. По мнению руководившего поисками А. И. Репнина, Христина Скавронская и её муж «врут», оба они «люди глупые и пьяные», Репнин предлагал отправить их «куда в другое место, дабы от них больших врак не было». Екатерина присвоила Карлу и Фридриху в январе 1727 года графское достоинство, не называя их своими братьями. В завещании Екатерины I Скавронские неопределённо названы «ближними сродственниками ея собственной фамилии». При Елизавете Петровне, дочери Екатерины, сразу после её восшествия на престол в 1741 году в графское достоинство были возведены также дети Кристины (Гендриковы) и дети Анны (Ефимовские). В дальнейшем официальной версией стало, что Анна, Кристина, Карл и Фридрих — родные братья и сёстры Екатерины, дети Самуила Скавронского.
Однако с конца XIX века рядом историков такое родство ставится под сомнение. Указывается на тот факт, что Пётр I называл Екатерину не Скавронской, а Веселевской или Василевской, а в 1710 году после взятия Риги в письме тому же Репнину называл совсем иные имена «сродственникам Катерины моей» — «Яган-Ионус Василевски, Анна-Доротея, также их дети». Поэтому предлагались иные версии происхождения Екатерины, согласно которым она двоюродная, а не родная сестра объявившихся в 1726 году Скавронских.
В связи с Екатериной I называется ещё одна фамилия — Рабе. По одним данным, Рабе (а не Крузе) — это фамилия её первого мужа-драгуна (эта версия попала в художественную литературу — например, в роман А. Н. Толстого «Пётр Первый»), по другим — это её девичья фамилия, а некто швед Иоганн Рабе был её отцом.

## 1702—1725 годы

### Любовница Петра I
25 августа 1702 года во время Северной войны армия русского фельдмаршала Шереметева, ведущая боевые действия против шведов в Ливонии, взяла шведскую крепость Мариенбург (ныне Алуксне, Латвия). Шереметев, пользуясь уходом основной шведской армии в Польшу, подверг край беспощадному разорению. Как он сам доносил царю Петру I в конце 1702 года:

«Послал я во все стороны пленить и жечь, не осталось целого ничего, всё разорено и сожжено, и взяли твои ратные государевы люди в полон мужеска и женска пола и робят несколько тысяч, также и работных лошадей, а скота с 20 000 или больше… и чего не могли поднять, покололи и порубили»

В Мариенбурге Шереметев захватил 400 жителей. Когда пастор Глюк в сопровождении своей челяди пришёл ходатайствовать о судьбе жителей, Шереметев приметил служанку Марту Крузе и силой взял её к себе в любовницы. Через короткое время, примерно в августе 1703 года, её покровителем стал князь Меншиков, друг и соратник Петра I. Так рассказывает француз Франц Вильбуа, находившийся на русской службе во флоте с 1698 года и женатый на дочери пастора Глюка. Рассказ Вильбуа подтверждается другим источником — записками 1724 года из архива ольденбургского герцога. По этим запискам, Шереметев отправил пастора Глюка и всех жителей крепости Мариенбург в Москву, Марту же оставил себе. Меншиков, забрав Марту у пожилого фельдмаршала несколько месяцев спустя, сильно рассорился с Шереметевым.
Шотландец Питер Генри Брюс в «Мемуарах» излагает историю (со слов других) в более благоприятном для Екатерины I свете. Марту забрал полковник драгунского полка Баур (позднее ставший генералом):

 «[Баур] немедленно приказал поместить её в свой дом, который препоручил её заботам, дав ей право распоряжаться всей прислугой, причем та вскоре же полюбила новую управительницу за её манеру домохозяйства. Генерал позже часто говорил, что его дом никогда не был так ухожен, как в дни её пребывания там. Князь Меншиков, который был его патроном, однажды увидел её у генерала, тоже отметив нечто необычайное в её облике и манерах. Расспросив, кто она и умеет ли готовить, он услышал в ответ только что поведанную историю, к которой генерал присовокупил несколько слов о достойном её положении в его доме. Князь сказал, что именно в такой женщине он сильно сейчас нуждается, ибо самого его теперь обслуживают очень плохо. На это генерал отвечал, что он слишком многим обязан князю, чтобы сразу же не исполнить то, о чём тот лишь подумал — и немедленно позвав Екатерину, сказал, что перед нею — князь Меншиков, которому нужна именно такая служанка, как она, и что князь сделает всё посильное, дабы стать, как и он сам, ей другом, добавив, что слишком уважает её, чтобы не дать ей возможности получить свою долю чести и хорошей судьбы».

Осенью 1703 года, в один из своих регулярных приездов к Меншикову в Петербург, Пётр I встретил Марту и вскоре сделал её своей любовницей, называя в письмах Катериной Василевской (возможно, по фамилии её тётки). Франц Вильбуа передаёт их первую встречу так:

 «Так обстояли дела, когда царь, проезжая на почтовых из Петербурга, который назывался тогда Ниеншанцем, или Нотебургом, в Ливонию, чтобы ехать дальше, остановился у своего фаворита Меншикова, где и заметил Екатерину в числе слуг, которые прислуживали за столом. Он спросил, откуда она и как тот её приобрёл. И, поговорив тихо на ухо с этим фаворитом, который ответил ему лишь кивком головы, он долго смотрел на Екатерину и, поддразнивая её, сказал, что она умная, а закончил свою шутливую речь тем, что велел ей, когда она пойдёт спать, отнести свечу в его комнату. Это был приказ, сказанный в шутливом тоне, но не терпящий никаких возражений. Меншиков принял это как должное, и красавица, преданная своему хозяину, провела ночь в комнате царя… На следующий день царь уезжал утром, чтобы продолжить свой путь. Он возвратил своему фавориту то, что тот ему одолжил. Об удовлетворении царя, которое он получил от своей ночной беседы с Екатериной, нельзя судить по той щедрости, которую он проявил. Она ограничилась лишь одним дукатом, что равно по стоимости половине одного луидора (10 франков), который он сунул по-военному ей в руку при расставании».

В 1704 году Катерина родила первенца, названного Петром; в следующем году — Павла. Оба умерли до 1707 года.
В 1705 году Пётр отправил Катерину в подмосковное село Преображенское, в дом своей сестры царевны Натальи Алексеевны, где Катерина Василевская выучилась русской грамоте, а кроме того, сдружилась с семьёй Меншикова.
Когда Катерина крестилась в православие (1707 или 1708), то сменила имя на Екатерину Алексеевну Михайлову, поскольку крёстным отцом её был царевич Алексей Петрович, а фамилию Михайлов использовал сам Пётр I, если желал остаться инкогнито.
В январе 1710 года Пётр устроил триумфальное шествие в Москву по случаю Полтавской победы, на параде провели тысячи шведских пленных, среди которых, по рассказу Франца Вильбуа, якобы был и Иоганн Крузе. Иоганн признался о своей жене и был немедленно сослан в отдалённый уголок Сибири, где скончался в 1721 году. По словам Вильбуа, существование живого законного мужа Екатерины в годы рождения Анны (1708) и Елизаветы (1709) позднее использовалось противоборствующими фракциями в спорах о праве на престол после смерти Екатерины I. По запискам из ольденбургского герцогства, шведский драгун Крузе погиб в 1705 году, однако надо иметь в виду заинтересованность немецких герцогов в легитимности рождения дочерей Петра, Анны и Елизаветы, которым подыскивали женихов среди немецких удельных правителей.

### Жена Петра I

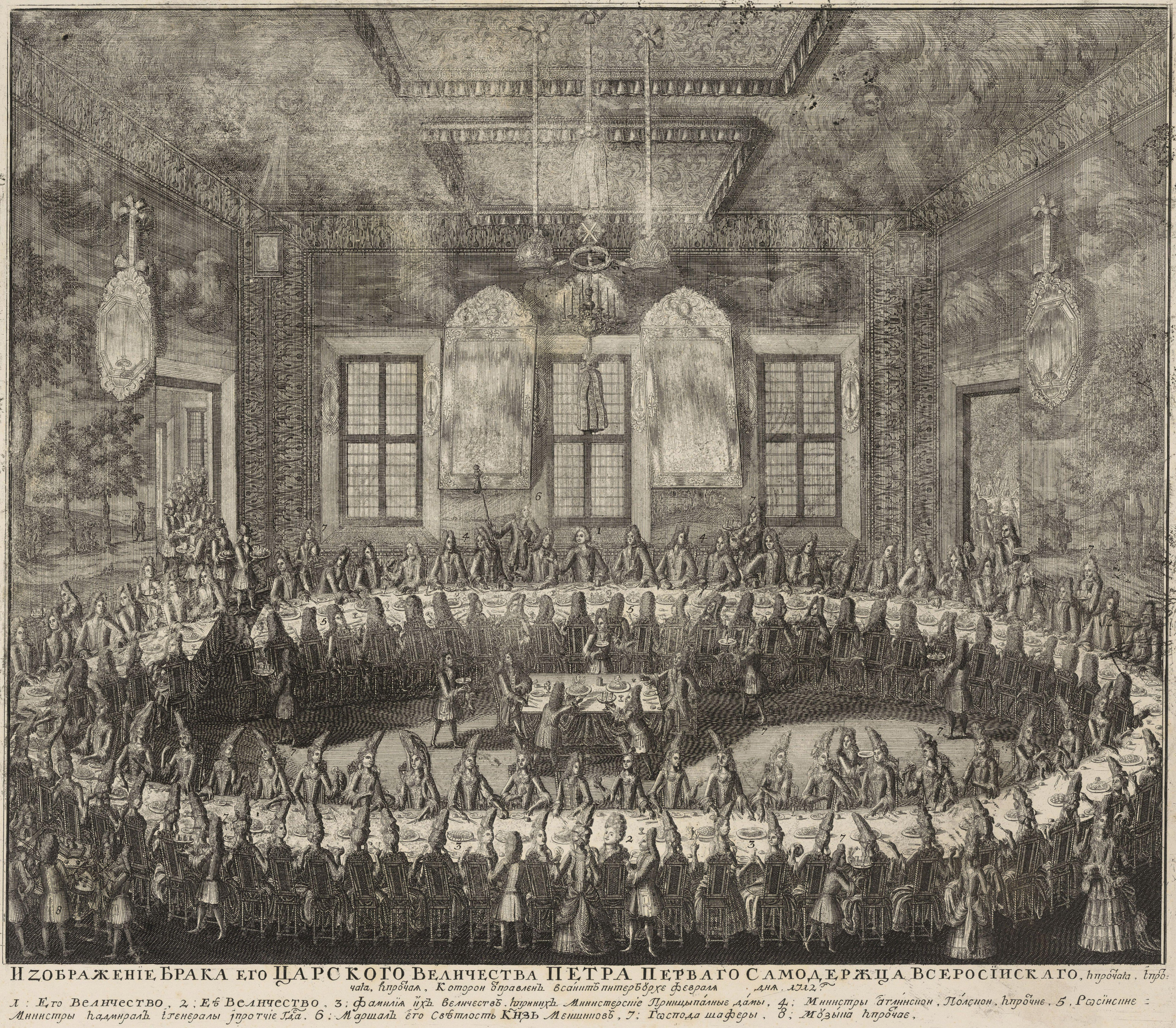
Свадьба Петра I и Катерины Алексеевны в 1712 году. Гравюра А. Ф. Зубова, 1712

Ещё до законного замужества за Петром Екатерина родила дочерей Анну и Елизавету. Екатерина одна могла совладать с царём в его припадках гнева, умела лаской и терпеливым вниманием успокоить приступы судорожной головной боли Петра. По мемуарам Бассевича:

«Звук голоса Катерины успокаивал Петра; потом она сажала его и брала, лаская, за голову, которую слегка почёсывала. Это производило на него магическое действие, он засыпал в несколько минут. Чтоб не нарушать его сна, она держала его голову на своей груди, сидя неподвижно в продолжение двух или трёх часов. После того он просыпался совершенно свежим и бодрым».

Весной 1711 года Пётр, привязавшись к обаятельной и лёгкой нравом бывшей служанке, повелел считать Екатерину своей женой и взял её в несчастливый для русской армии Прутский поход. Датский посланник Юст Юль со слов царевен (племянниц Петра I) так записал эту историю:

«Вечером незадолго перед своим отъездом царь позвал их, сестру свою Наталью Алексеевну в один дом в Преображенскую слободу. Там он взял за руку и поставил перед ними свою любовницу Екатерину Алексеевну. На будущее, сказал царь, они должны считать её законною его женой и русскою царицей. Так как сейчас ввиду безотлагательной необходимости ехать в армию он обвенчаться с нею не может, то увозит её с собою, чтобы совершить это при случае в более свободное время. При этом царь дал понять, что если он умрёт прежде, чем успеет жениться, то всё же после его смерти они должны будут смотреть на неё как на законную его супругу. После этого все они поздравили (Екатерину Алексеевну) и поцеловали у неё руку».

В Молдавии в июле 1711 года 190 тысяч турок и крымских татар прижали 38-тысячную русскую армию к реке, полностью окружив многочисленной конницей. Екатерина отправилась в дальний поход, будучи на 7-м месяце беременности. По широко известной легенде, она сняла все свои украшения, чтобы отдать их на подкуп турецкому командующему. Пётр I смог заключить Прутский мир и, пожертвовав русскими завоеваниями на юге, вывести армию из окружения. Датский посланник Юст Юль, бывший при русской армии после выхода её из окружения, не сообщает о таком деянии Екатерины, но говорит о том, что царица (так теперь все называли Екатерину) раздала свои драгоценности на сохранение офицерам и потом собрала их. В записках бригадира Моро-де-Бразе также не упоминается о подкупе визиря драгоценностями Екатерины, хотя автор (бригадир Моро-де-Бразе) знал со слов турецких пашей о точном размере казённых сумм, направленных на взятки туркам.
Официальное венчание Петра I с Екатериной Алексеевной состоялось 19 февраля 1712 года в церкви Исаакия Далматского в Петербурге. В 1713 году Пётр I в честь достойного поведения своей супруги во время неудачного для него Прутского похода учредил орден Святой Екатерины и лично возложил знаки ордена на жену 24 ноября 1714 года. Первоначально он назывался орденом Освобождения и предназначался только Екатерине. О заслугах Екатерины во время Прутского похода вспомнил Пётр I в своём манифесте о коронации супруги от 15 ноября 1723 года:

Понеже всем ведомо есть, что во всех Христианских Государствах непременно обычаи есть Потентатам Супруг своих Короновать, и не точию ныне, но и древле у православных императоров греческих сие многократно бывало, именно: император Василиск супругу свою Зиновию, император Юстиниан супругу свою Люпицию, император Ираклий супругу свою Мартинию, император Лев Премудрый супругу свою Марию императорским венцом короновали: и протчие то же чинили, о которых здесь пространно изображать за потребно не рассудили.
И понеже не неведомо есть, что в прошедшей двадцатиединолетней войне, коль тяжкие труды и самои смертные страхи отложа собственной нашей персоне, за Отечество наше полагали, что с помощью божиею и кончали: что еще Россия так честного и прибыточного мира невидала, и во всех делах славы такой никогда и не имела. В которых вышеописанных наших трудах, наша любезная Супруга Государыня Императрица ЕКАТЕРИНА, великою помощницею была, и не точию в сем, но во многих воинских действах, отложа немощь женскую волею с нами присутствовала, и елико возможно вспомогала, а наипаче в Прутской баталии с турки [где нашего войска двадцать две тысячи, а турков двести семдесят тысяч было] почитаи отчаянном времени, как мужески, а не женски поступала: о том ведомо всей нашей армеи, и от них несумненно всему Государству. Того ради, данной нам от Бога самовластиею, за такие супруги нашея труды, коронациею Короны почтить, ежели Богу изволшу нынешние зимы в Москве иметь совершенно быть. Сие наше намерение объявляем всем нашим верным подданым, к которым мы нашею императорскою милостью неотменно благосклонны пребываем.

В личных письмах царь проявлял необычную для него нежность к супруге: «Катеринушка, друг мой, здравствуй! Я слышу, что ты скучаешь, а и мне не безскучно …». Екатерина Алексеевна родила мужу не менее 8 детей, но почти все они умерли в детстве, кроме Анны и Елизаветы. Елизавета позже стала императрицей (правила в 1741—1761), а прямые потомки Анны правили Россией после смерти Елизаветы, с 1761 по 1917. Один из умерших в детстве сыновей, Пётр Петрович, после отречения Алексея Петровича (старшего сына Петра от Евдокии Лопухиной) считался с февраля 1718 года до своей смерти в 1719 году официальным наследником российского престола.

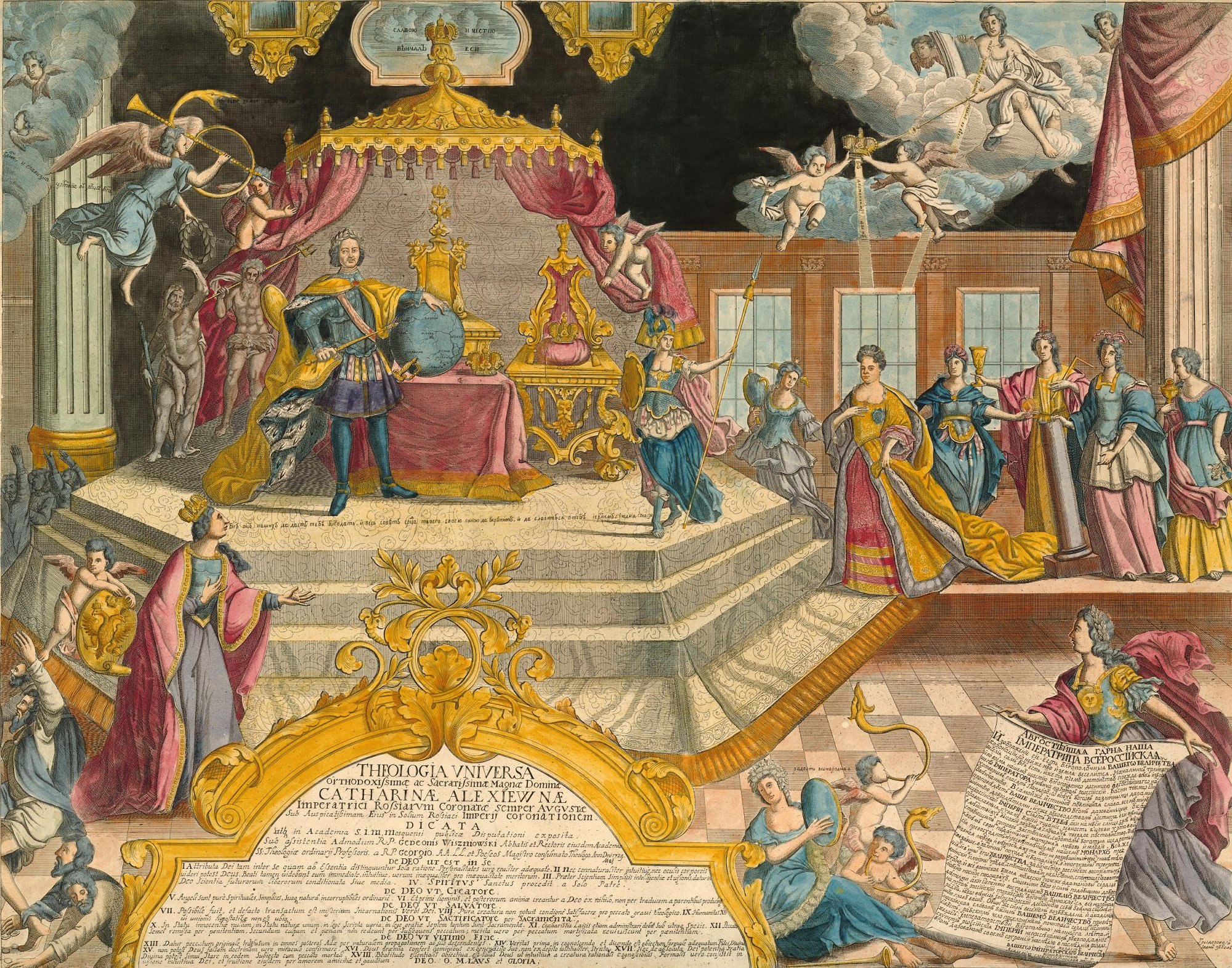
Лист в честь коронации Екатерины Алексеевны в 1724 г.

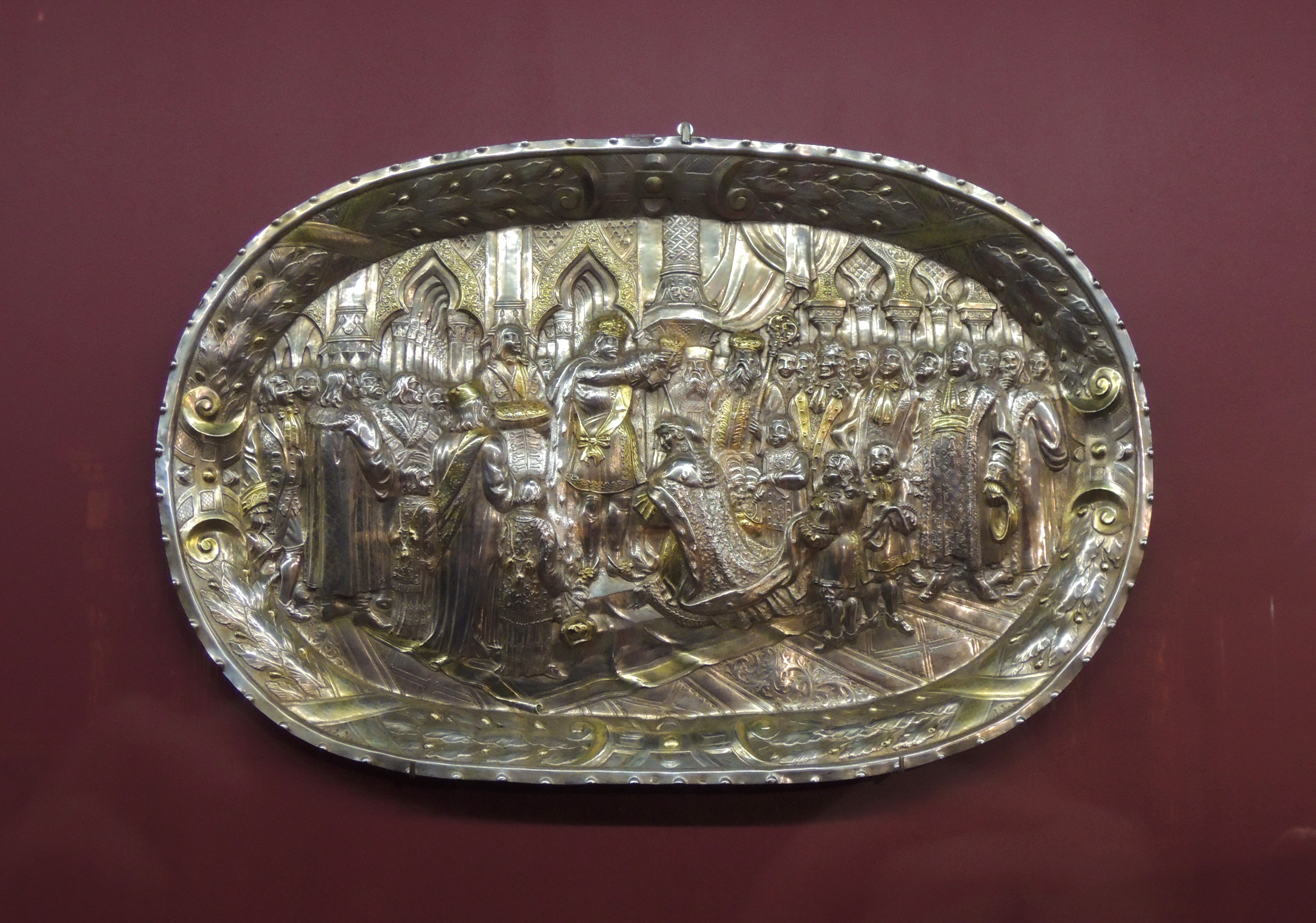
Блюдо «Коронация Екатерины I». Москва, 1724—1727. Мастер Николай Фёдоров

Иностранцы, с вниманием следившие за русским двором, отмечают привязанность царя к супруге. Бассевич пишет про их отношения в 1721 году:

«Он любил видеть её всюду. Не было военного смотра, спуска корабля, церемонии или праздника, при которых бы она не являлась… Екатерина, уверенная в сердце своего супруга, смеялась над его частыми любовными приключениями, как Ливия над интрижками Августа; но зато и он, рассказывая ей об них, всегда оканчивал словами: ничто не может сравниться с тобою».

Екатерина была коронована Петром I в мае 1724 года в Москве. Осенью 1724 года Пётр I заподозрил императрицу в супружеской неверности с её камергером Монсом, которого казнил по другому поводу. Голову казнённого царь принёс Екатерине на подносе. Он перестал с ней говорить, доступ к нему был ей запрещён. Только раз, по просьбе его дочери Елизаветы, Пётр согласился отобедать с Екатериной, бывшей его неразлучной подругой в течение 20 лет. Только при смерти Пётр примирился с женой. Правами на престол владели: Екатерина, сын царевича Алексея Пётр и дочери Анна и Елизавета. В январе 1725 года Екатерина проводила всё время у постели умирающего государя, он скончался на её руках.
Мнения о внешности Екатерины противоречивы. Если ориентироваться на очевидцев-мужчин, то в целом они более чем положительны, и напротив, женщины порою относились к ней предвзято:

«Она была мала ростом, толста и черна; вся её внешность не производила выгодного впечатления. Стоило на неё взглянуть, чтобы тотчас заметить, что она была низкого происхождения. Платье, которое было на ней, по всей вероятности, было куплено в лавке на рынке; оно было старомодного фасона и всё обшито серебром и блёстками. По её наряду можно было принять её за немецкую странствующую артистку. На ней был пояс, украшенный спереди вышивкой из драгоценных камней, очень оригинального рисунка в виде двуглавого орла, крылья которого были усеяны маленькими драгоценными камнями в скверной оправе. На царице было навешано около дюжины орденов и столько же образков и амулетов, и, когда она шла, всё звенело, словно прошёл наряженный мул».

## Дети Екатерины I от Петра I
| Дети               | Дата рождения    | Дата смерти    | Примечание |
| ------------------ | ---------------- | -------------- | --- |
| Екатерина Петровна | 8 января 1707    | 8 августа 1708 | Умерла во младенчестве. |
| Анна Петровна      | 7 февраля 1708   | 15 мая 1728    | «Цесаревна» с 1721. В 1725 году вышла замуж за Карла Фридриха; уехала в Киль, где родила сына Карла Петера Ульриха (будущего Петра III). |
| Елизавета Петровна | 29 декабря 1709  | 5 января 1762  | «Цесаревна» с 1721. Императрица и Самодержица Всероссийская с 1741 года.                                                                 |
| Наталия Петровна   | 14 марта 1713    | 7 июня 1715    | Умерла во младенчестве. |
| Маргарита Петровна | 14 сентября 1714 | 7 августа 1715 | Умерла во младенчестве. |
| Пётр Петрович      | 9 ноября 1715    | 6 мая 1719     | Официальный наследник престола с 1718 года до смерти.                                                                                    |
| Павел Петрович     | 13 января 1717   | 14 января 1717 | Умер во младенчестве. |
| Наталия Петровна   | 31 августа 1718  | 15 марта 1725  | «Цесаревна» с 1721. Умерла в детстве. |

## Приход к власти

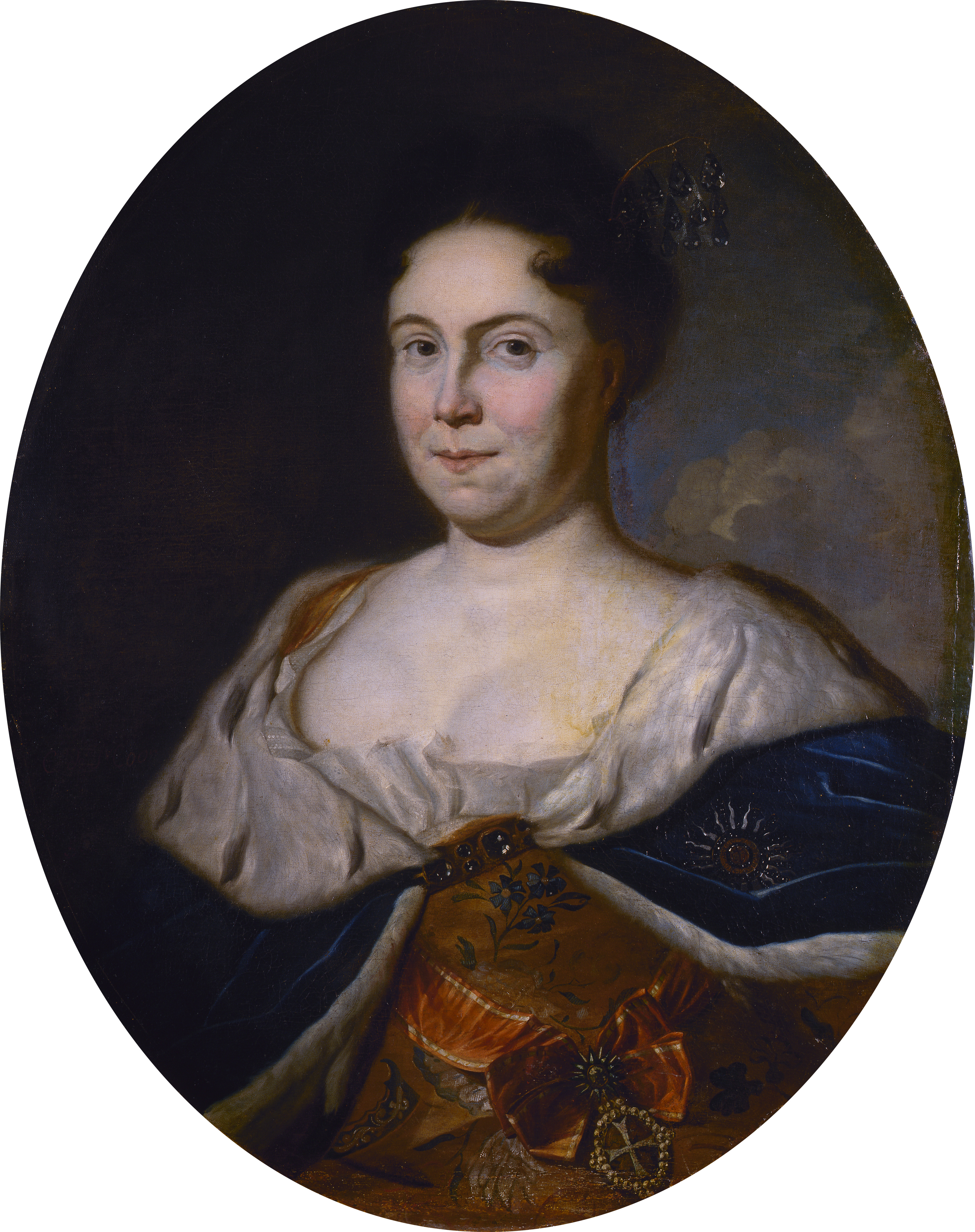
Портрет Екатерины I
работы Карела де Моора, 1717 года.

Манифестом от 15 ноября 1723 года Пётр объявил о будущей коронации Екатерины в знак особых её заслуг. Церемония прошла в Успенском соборе 7 (18) мая 1724 года. Специально для этого случая была изготовлена первая в истории Российской империи корона. Это была вторая на Руси коронация женщины-супруги государя (после коронации Марины Мнишек Лжедмитрием I в 1606 году).
Своим законом от 5 (16) февраля 1722 года Пётр отменил прежний порядок наследования престола прямым потомком по мужской линии, заменив его личным назначением царствующего государя. Стать преемником по Указу 1722 года мог любой человек, достойный, по мнению императора, возглавить государство. Пётр умер ранним утром 28 января (8 февраля) 1725 года, не успев назвать преемника и не оставив сыновей. Отсутствием строго определённого порядка престолонаследия трон России был отдан на волю случая, и последующее время вошло в историю как эпоха дворцовых переворотов.
Народное большинство было за единственного мужского представителя династии — великого князя Петра Алексеевича, внука Петра I от погибшего при допросах старшего сына Алексея. За Петра Алексеевича была родовитая знать (Долгорукие, Голицыны), считавшая его единственно законным наследником, рождённым от достойного царской крови брака. Граф Толстой, генерал-прокурор Ягужинский, канцлер граф Головкин и Меншиков во главе служилой знати не могли надеяться на сохранение полученной от Петра I власти при Петре Алексеевиче; с другой стороны, коронация императрицы могла быть истолкована как косвенное указание Петра на наследницу. Когда Екатерина увидела, что больше нет надежды на выздоровление мужа, то поручила Меншикову и Толстому действовать в пользу своих прав. Гвардия была предана до обожания умирающему императору; эту привязанность она переносила и на Екатерину.
На заседание Сената явились офицеры гвардии из Преображенского полка, вышибив дверь в комнату. Они откровенно заявили, что разобьют головы старым боярам, если те пойдут против Екатерины. Вдруг раздался с площади барабанный бой: оказалось, что перед дворцом выстроены под ружьём оба гвардейских полка. Князь фельдмаршал Репнин, президент военной коллегии, сердито спросил: «Кто смел без моего ведома привести сюда полки? Разве я не фельдмаршал?». Бутурлин, командир Преображенского полка, отвечал Репнину, что полки призвал он по воле императрицы, которой все подданные обязаны повиноваться, «не исключая и тебя», добавил он внушительно.
Благодаря поддержке гвардейских полков удалось убедить всех противников Екатерины отдать ей свой голос. Сенат «единодушно» возвёл её на престол, назвав «всепресветлейшей, державнейшей великой государыней императрицей Екатериной Алексеевной, самодержицей всероссийской» и в оправдание объявив об истолкованной Сенатом воле покойного государя. Народ был очень удивлён восшествием в первый раз в российской истории на престол женщины, однако волнений не было.
28 января (8 февраля) 1725 года, в день смерти супруга, Екатерина Алексеевна взошла на престол. В России началась эпоха правления императриц, когда до конца XVIII века правили, за исключением нескольких лет, только женщины.

## Царствование (1725—1727)

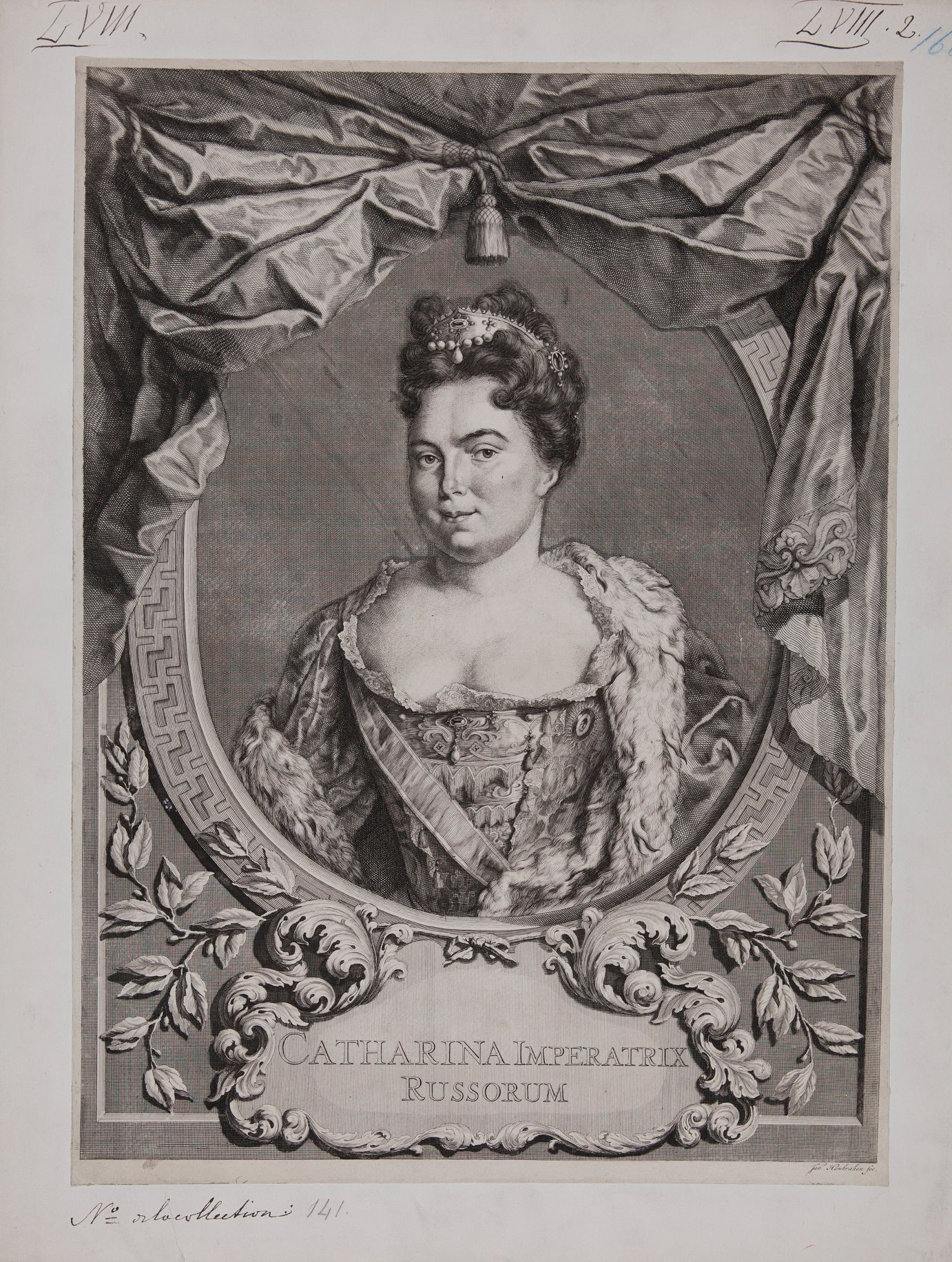
Екатерина Алексеевна. Гравюра 1724 г.

Фактическую власть в царствование Екатерины сосредоточил в своих руках Верховный тайный совет, а главным образом — князь и фельдмаршал Меншиков. Сама государыня же была полностью удовлетворена ролью первой хозяйки Царского Села, полагаясь в вопросах управления государством на своих советников. Её интересовали лишь дела флота — любовь Петра к морю коснулась и её.
Вельможи хотели управлять при женщине и теперь действительно добились своего.

Из «Истории России» С. М. Соловьёва:

При Петре она светила не собственным светом, но заимствованным от великого человека, которого она была спутницею; у неё доставало уменья держать себя на известной высоте, обнаруживать внимание и сочувствие к происходившему около неё движению; она была посвящена во все тайны, тайны личных отношений окружающих людей. Её положение, страх за будущее держали её умственные и нравственные силы в постоянном и сильном напряжении. Но вьющееся растение достигало высоты благодаря только тому великану лесов, около которого обвивалось; великан сражён — и слабое растение разостлалось по земле. Екатерина сохранила знание лиц и отношений между ними, сохранила привычку пробираться между этими отношениями; но у неё не было ни должного внимания к делам, особенно внутренним, и их подробностям, ни способности почина и направления.

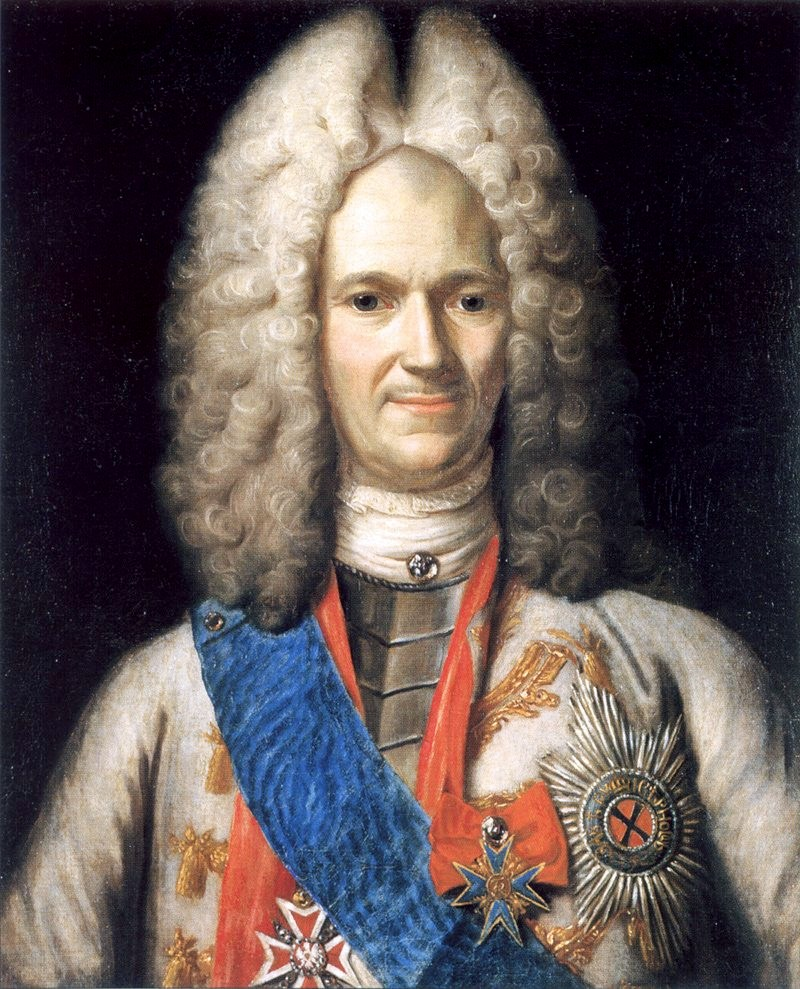
Портрет А. Д. Меншикова

По инициативе графа П. А. Толстого в феврале 1726 года был создан новый орган государственной власти, Верховный тайный совет, где узкий круг главных сановников мог управлять страной под формальным председательством императрицы. В Совет вошли генерал-фельдмаршал князь Меншиков, генерал-адмирал граф Апраксин, канцлер граф Головкин, граф Толстой, князь Голицын, вице-канцлер барон Остерман. Из шести членов нового органа только князь Д. М. Голицын был выходец из родовитых вельмож. Через месяц в число членов совета был включён зять императрицы, герцог Голштинский Карл-Фридрих (1700—1739), муж её дочери от Петра Великого Анны, на радение которого, как официально было заявлено императрицей, «мы вполне положиться можем».
В результате, роль Сената резко упала, хотя его и переименовали в «Высокий Сенат». «Верховники» (члены Верховного тайного совета) сообща решали все важные дела, а Екатерина только подписывала присылаемые ими бумаги. Совет ликвидировал органы местной власти, созданные Петром, и восстановил власть воевод.
Длительные войны, которые вела Россия, сказались на финансах страны. Из-за неурожаев поднялись цены на хлеб, в стране нарастало недовольство. Чтобы предотвратить восстания, был снижен подушный налог (с 74 до 70 копеек).
Деятельность екатерининского правительства ограничивалась в основном мелкими вопросами, в то время как процветали казнокрадство, произвол и злоупотребления. Ни о каких реформах и преобразованиях речи не было, в верхах шла борьба за власть.
Несмотря на это, простой народ любил императрицу за то, что она сострадала несчастным и охотно помогала им. В её передних постоянно толпились солдаты, матросы и ремесленники: одни искали помощи, другие просили царицу быть у них кумой. Она никому не отказывала и обыкновенно дарила каждому своему крестнику несколько червонцев.
В годы правления Екатерины I была организована Камчатская экспедиция В. Беринга, учреждён орден Святого Александра Невского.

### Внешняя политика
За 2 года правления Екатерины I Россия не вела больших войн, только на Кавказе действовал отдельный корпус под началом князя Долгорукова, стараясь отбить персидские территории, пока Персия находилась в состоянии смуты, а Турция неудачно воевала с персидскими мятежниками. В Европе Россия проявляла дипломатическую активность в отстаивании интересов голштинского герцога (зятя Екатерины Алексеевны, мужа её дочери Анны Петровны) против Дании. Подготовка Россией экспедиции для возврата герцогу Голштинскому отнятого датчанами Шлезвига привела к военной демонстрации на Балтике со стороны Дании и Англии.
Другим направлением русской политики при Екатерине было обеспечение гарантий Ништадтского мира и создание антитурецкого блока. В 1726 году правительство Екатерины I заключило Венский союзный договор с правительством Карла VI, ставший основой русско-австрийского военно-политического альянса второй четверти XVIII века.

## Конец правления

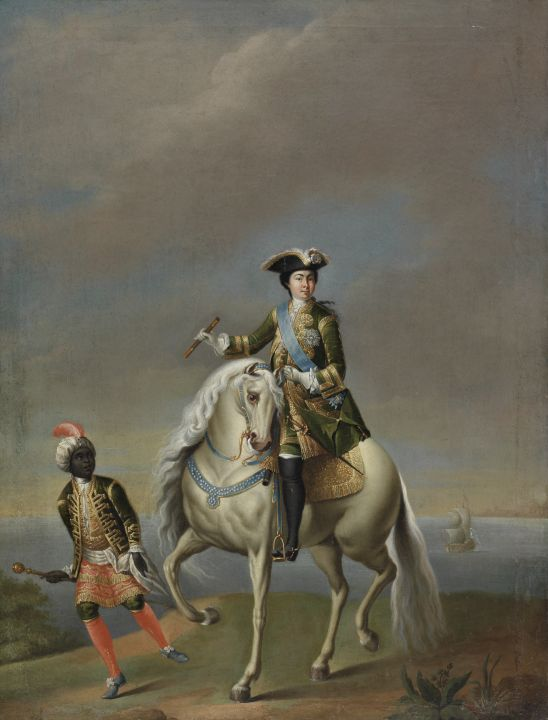
Екатерина I верхом в сопровождении арапчонка. Портрет Георгия Грота

Екатерина правила недолго. Балы, празднества, застолья и кутежи, следовавшие непрерывной чередой, подорвали её здоровье, и с 10 апреля 1727 года императрица слегла. Кашель, прежде слабый, стал усиливаться, обнаружилась лихорадка, больная стала ослабевать день ото дня, явились признаки повреждения лёгкого. Царица скончалась в 9 часов вечера 6 (17) мая 1727 года от осложнений абсцесса лёгкого. По другой маловероятной версии, смерть наступила от жесточайшего приступа ревматизма.
Прощание прошло в Кавалерском зале Зимнего дворца. Церемония погребения состоялась 16 (27) мая 1727 года и была организована по образцу похорон Петра.
Правительству пришлось срочно решать вопрос о престолонаследии.

### Вопрос о престолонаследии

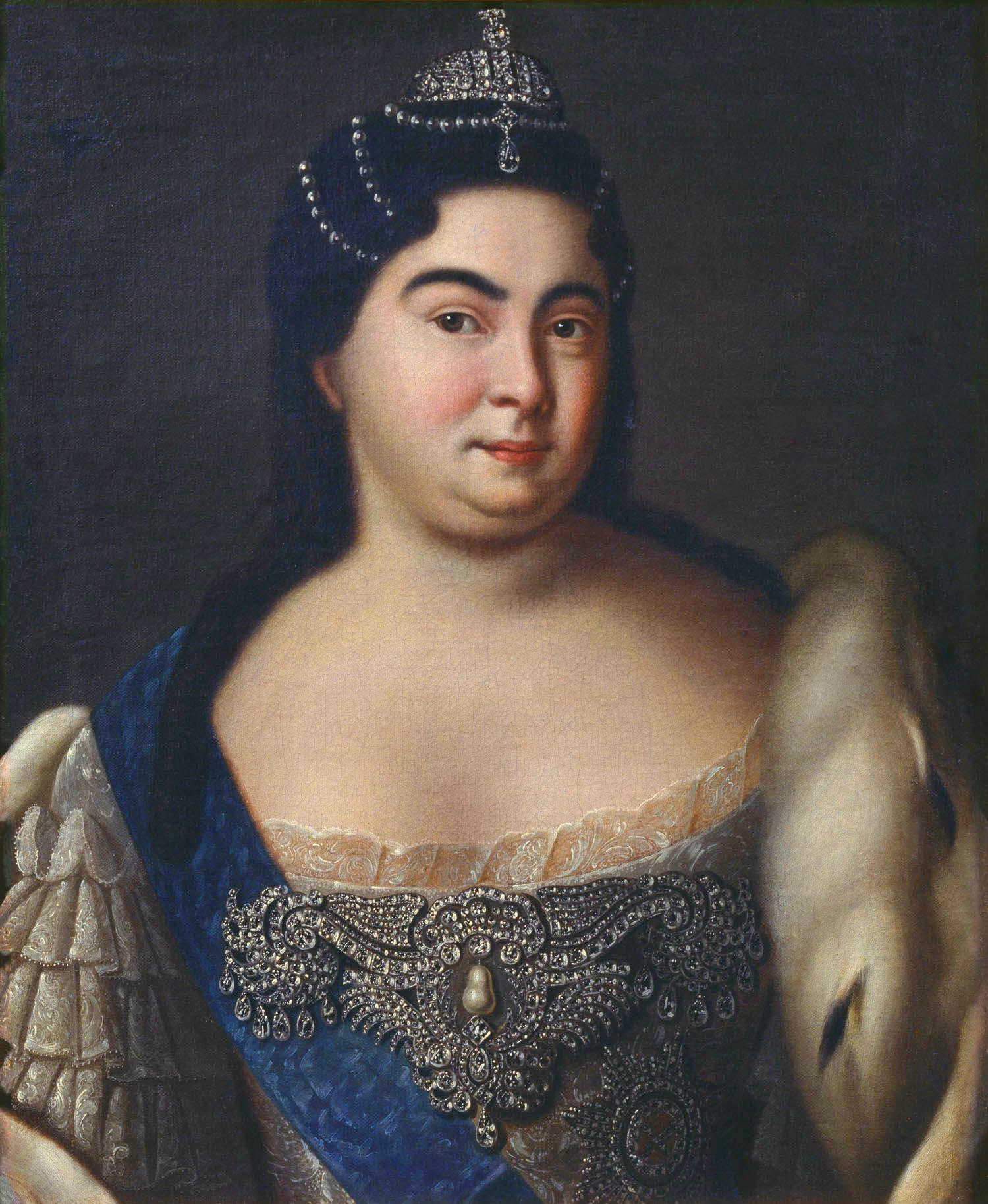
Екатерина I. Портрет неизвестного художника

Екатерину удалось легко возвести на престол вследствие малолетства Петра Алексеевича, однако в русском обществе были сильные настроения в пользу взрослевшего Петра, прямого наследника династии Романовых по мужской линии. Императрица, встревоженная подмётными письмами, направленными против указа Петра I от 1722 года (по которому царствующий государь имел право назначать себе любого преемника), обратилась за помощью к своим советникам.
Вице-канцлер Остерман предлагал для примирения интересов родовитой и новой служилой знати женить великого князя Петра Алексеевича на царевне Елизавете Петровне, дочери Екатерины. Препятствием служило их близкое родство — Елизавета была родной тёткой Петра (единокровной сестрой его отца Алексея). Во избежание возможного в будущем развода Остерман предлагал при заключении брака строже определить порядок престолонаследия.
Екатерина, желая назначить наследницей дочь Елизавету (по другим источникам — Анну), не решилась принять проект Остермана и продолжала настаивать на своём праве назначить себе преемника, надеясь, что со временем вопрос разрешится.

Тем временем главный сторонник Екатерины Меншиков, оценив перспективу Петра стать российским императором, перешёл в стан его приверженцев. Более того, Меншикову удалось добиться согласия Екатерины на брак Марии, дочери Меншикова, с Петром Алексеевичем.
Партия во главе с Толстым, всех более содействовавшая возведению на престол Екатерины, могла надеяться, что Екатерина проживёт ещё долго и обстоятельства могут измениться в их пользу. Остерман грозил восстаниями народа за Петра как единственного законного наследника; ему могли отвечать, что войско на стороне Екатерины, что оно будет и на стороне её дочерей. Екатерина, со своей стороны, старалась вниманием завоевать привязанность войска.
Меншикову удалось воспользоваться болезнью Екатерины, которая за несколько часов до кончины подписала обвинительный указ против врагов Меншикова, и в тот же день граф Толстой и другие высокопоставленные враги Меншикова были отправлены в ссылку.

### Завещание
Когда императрица опасно занемогла, для решения вопроса о преемнике во дворце собрались члены высших правительственных учреждений: Верховного Тайного Совета, Сената и Синода. Приглашены были и гвардейские офицеры. Верховное совещание решительно настояло на назначении наследником малолетнего внука Петра I — Петра Алексеевича. Перед самой смертью спешно было составлено Бассевичем завещание, подписанное Елизаветой вместо немощной матери-императрицы. Согласно завещанию престол наследовал внук Петра I, Пётр Алексеевич.
Последующие статьи относились к опеке над несовершеннолетним императором; определяли власть Верховного Совета, порядок наследия престола в случае кончины Петра Алексеевича. Согласно завещанию, в случае бездетной кончины Петра его преемницей становилась Анна Петровна и её потомки («десценденты»), затем её младшая сестра Елизавета Петровна и её потомки, и лишь затем родная сестра Петра II Наталья Алексеевна. При этом те претенденты на престол, которые были не православного вероисповедания или уже царствовали за рубежом, из порядка наследования исключались. Именно на завещание Екатерины I 14 лет спустя ссылалась Елизавета Петровна в манифесте, излагавшем её права на престол после дворцового переворота 1741 года.
11-я статья завещания изумила присутствовавших. В ней повелевалось всем вельможам содействовать к обручению Петра Алексеевича с одной из дочерей князя Меншикова, а затем по достижении совершеннолетия содействовать их браку. Буквально:  «тако же имеют наши цесаревны и правительство администрации стараться между его любовью [великим князем Петром] и одною княжною князя Меншикова супружество учинить». 
Такая статья явно свидетельствовала о персоне, участвовавшей в составлении завещания, однако для русского общества право Петра Алексеевича на престол — главная статья завещания — было бесспорно, и волнений не возникло.
Позже императрица Анна Иоанновна приказала канцлеру Головкину сжечь духовную Екатерины I. Он исполнил приказ, тем не менее сохранив копию завещания.

### Награды
- Орден Святой Екатерины (24.11.1714)[36]
- Орден Святого Андрея Первозванного (25.03.1725)[36]
- Орден Святого Александра Невского (30.08.1725)[36]
- Польский Орден Белого орла (01.05.1726)[37]

|  |  |  |  |

## Сценические и киновоплощения

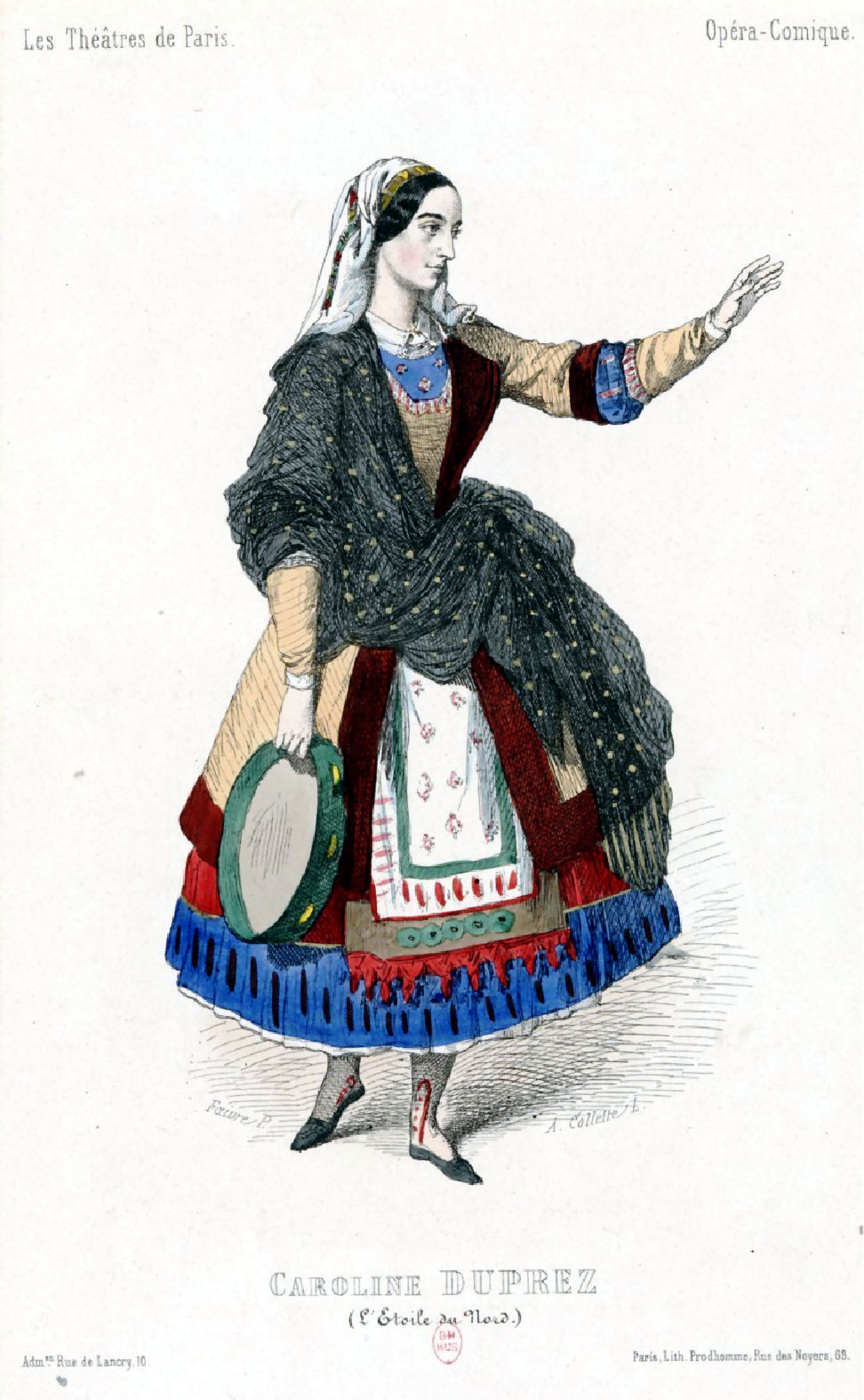
Каролин Дюпре в роли Екатерины Скавронской (Опера-Комик, 1854)

Истории знакомства Екатерины с царём посвящена опера Мейербера «Северная звезда» (1854).
В кино роль Екатерины исполняли следующие актрисы:
- Е. Трубецкая — Пётр Великий (1910)
- Лиль Даговер — Забавы императрицы[нем.] (1930)
- Алла Тарасова — Пётр Первый (1938)
- Дзидра Ритенберга — Баллада о Беринге и его друзьях (1970)
- Людмила Чурсина — Сказ про то, как царь Пётр арапа женил (1976), Демидовы (1983)
- Анна Фроловцева — Михайло Ломоносов (1986)
- Ханна Шигулла — Пётр Великий (1986)
- Наталья Егорова — Царевич Алексей (1997), Тайны дворцовых переворотов. Фильмы 1—2 (2000)
- Ирина Розанова — Пётр Первый. Завещание (2011)
- Аля Кизилова — Романовы (фильм третий, 2013)
- Екатерина Гусева — Тобол (2018)
- Марина Петренко — Собор (2021)
- Агриппина Стеклова — Елизавета (2022)
- Ксения Утехина — Пётр I: Последний царь и первый император (2022), Императрицы (2023)

В 2013 году на Свердловской киностудии был снят «документально-постановочный» фильм «Екатерина Первая. Невероятная судьба».